# 미나미이오섬

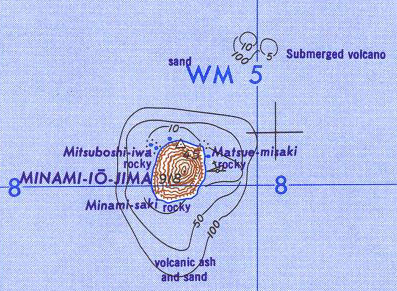
미나미이오섬 지도

미나미이오섬(南硫黄島)은 가잔 열도의 최남단의 섬으로 이오섬에서 남쪽으로 60km, 도쿄에서 남쪽으로 1300km, 오가사와라 제도의 지치지마섬에서 남서쪽으로 330km 떨어진 곳에 있다. 총 면적은 3.54km2이고 해안선의 길이는 7.5km이며 최고점의 고도는 916m로 가잔 열도에서 가장 높다. 사람이 살지 않는 무인도이다. 열대 우림 기후가 나타난다. 인간은 전혀 살지 않는 열대 돌섬이다.

## 같이 보기
- 이오섬
- 후쿠토쿠오카노바